# Dayton (Oregon)
Dayton az Amerikai Egyesült Államok északnyugati részén, Oregon állam Yamhill megyéjében elhelyezkedő város. A 2020. évi népszámlálási adatok alapján 2678 lakosa van.
Joel Palmer 1852-ben (más források szerint 1857-ben) épült lakóháza szerepel a történelmi helyek jegyzékében. A Grand Ronde-völgyben 1855-ben vagy 1856-ban emelt erődöt a lebontástól megmenekítvén szétszerelték, és Daytonban újra összeállították.

## Története
Az 1850-ben Andrew Smith és Joel Palmer által alapított település nevét az ohiói Daytonról kapta. Az 1851-ben megnyílt posta első vezetője Christopher Taylor volt. A korábbi városháza a Mary Gilkey helyi lakos által adományozott területen épült fel.

## Gazdaság
A térség lakói főleg mezőgazdaságból, valamint szőlészet-borászatból élnek.

## Oktatás
A város iskoláinak fenntartója a Daytoni Tankerület.

## Közlekedés
A város az alábbi közutakon közelíthető meg:
- Oregon Route 18
- Oregon Route 154
- Oregon Route 221
- Oregon Route 233

## Nevezetes személyek
- Dante Rosario, amerikaifutball-játékos[8]
- Dewey Sullivan, amerikaifutball-edző[9]
- Paige VanZant, harcművész[10]

## Fordítás
- Ez a szócikk részben vagy egészben  a   Dayton, Oregon című angol Wikipédia-szócikk ezen változatának fordításán alapul.  Az eredeti cikk szerkesztőit annak laptörténete sorolja fel. Ez a jelzés csupán a megfogalmazás eredetét és a szerzői jogokat jelzi, nem szolgál a cikkben szereplő információk forrásmegjelöléseként.